# Deutsche Sprintmeisterschaften 2018
Die 22. Deutschen Sprintmeisterschaften Im Rudern wurden am 13. und 14. Oktober 2018 auf dem Aasee in Münster ausgetragen.
Wie im Vorjahr wurden in insgesamt elf Bootsklassen Medaillen vergeben, davon sechs bei den Männern, vier bei den Frauen und eine in der Mixed-Klasse. Die Rennen wurden über eine Distanz von 350 Metern ausgetragen.

## Medaillengewinner

### Männer
| Bootsklasse            | Gold | Silber | Bronze |
| ---------------------- | --- | --- | --- |
| Einer                  | Moritz Moos (Mainzer RV von 1878) | Moritz Römer (SV Scharnebeck) | Sebastian Wenzel (RV Waldsee 1900) |
| Doppelzweier           | SV Scharnebeck Samuel Tieben Moritz Römer | RV Weser Hameln Roelof Bakker Thore Wessel | TV 1877 Essen-Kupferdreh Dominik Drüke Fabian Weiler |
| Zweier ohne Steuermann | Dresdner RV Lukas Nitzsche Elias Warkus | RTHC Bayer Leverkusen Dennis Dethmann Julius Christ | RC Möve Großauheim Daniel Thiem Alexander Wenzel |
| Doppelvierer           | RU Arkona Berlin Florian Bax Gilbert Klinger Arne Schacher Wolf-Niclas Schröder                                                                                   | Gießener RG 1877 Christopher Nübel Ulrich Köhler Johannes Birkhan Michael Wieler                                                                                          | RC Nürtingen 1921 Nick Blankenburg Oliver Peikert Tim Liebrich Christian Heszler                                                                                 |
| Vierer mit Steuermann  | RTHC Bayer Leverkusen Dennis Dethmann Dominic Imort Michel Palisaar Felix Drahotta Philipp Kappek (Stm.)                                                          | RV Münster von 1882 Sönke Kruse Yannik Sacherer Henri Schwinde Felix Brummel Leo Brüggemann (Stm.)                                                                        | Hannoverscher RC von 1880 Carl Philipp Hoppe Florian Brüsewitz Dennis Hupe Erik Thoms Fritz Marcinczak (Stm.)                                                    |
| Achter                 | Bessel-RC Minden Frederik Blanck Vincent Schmitz Lars Hildebrand Jannik Eilers Simon Körner Jona Lembcke Marius Redecker Alexander Weihe Sebastian Ferling (Stm.) | RV Münster von 1882 Maximilian Wagner Matthias Arnold Christoph Koebe Friedrich Tewinkel Benedict Antony Martin Schröder Jan Sauer Paul Diletti Sebastian Merschel (Stm.) | RV Münster von 1882 Yannik Sacherer Henri Schwinde Felix Brummel Sönke Kruse Floyd Benedikter Sven Ditzel Hannes Deittert Richard Bensmann Leo Brüggemann (Stm.) |

### Frauen
| Bootsklasse  | Gold | Silber | Bronze |
| ------------ | --- | --- | --- |
| Einer        | Laura Kampmann (TV 1877 Essen-Kupferdreh) | Marie-Christine Gerhardt (Ludwigshafener RV von 1878)                                                                                            | Luisa Neerschulte (RV Münster von 1882) |
| Doppelzweier | RV Waltrop von 1928 Theresa Kampmann Franziska Kampmann | Neusser RV Alina Stammen Vera Spanke | RU Arkona Berlin Sofie Vardakas Nora Peuser |
| Doppelvierer | RV Waltrop von 1928 Dorothea Kampmann Franziska Steinweg Theresa Kampmann Franziska Kampmann                                                                        | Ludwigshafener RV von 1878 Carina Pollmer Hannah Rieder Eva Hohoff Marie-Christine Gerhardt                                                      | Neusser RV Cosima Clotten Alina Stammen Stephanie Martin Vera Spanke                                                                                           |
| Achter       | RV Waltrop von 1928 Lea Wilk Tabea Menzel Lara Erdtmann Dorothea Kampmann Theresa Hülsmann Franziska Kampmann Franziska Steinweg Theresa Kampmann Marie Wilk (Stf.) | Kettwiger RG von 1906 Lenja Fütterer Eva Hoos Tabea Schick Alicia Nti Franziska Ott Fabienne Klung Julia Barz Julia Eichholz Hanna Müller (Stf.) | Crefelder RC 1883 Leoni Lier Theresa Lomertin Viktoria Voigt Elisaveta Sokolkova Paula Kuhn Marisa Staelberg Lena Sarassa Sophie Baloghy Karla Hartmann (Stf.) |

### Mixed
| Bootsklasse  | Gold                                                                       | Silber                                                                                      | Bronze                                                                               |
| ------------ | -------------------------------------------------------------------------- | ------------------------------------------------------------------------------------------- | ------------------------------------------------------------------------------------ |
| Doppelvierer | RC Möve Großauheim Iris Slaghuis Daniel Kaiser Wiebke Hanack Andreas Thiem | Crefelder RC 1883 Elisaveta Sokolkova Moritz te Neues Maximilian Johanning Marisa Staelberg | TV 1877 Essen-Kupferdreh Julia Schnelting Laura Kampmann Dominik Drüke Fabian Weiler |